# Louis-Antoine Ranvier
Louis-Antoine Ranvier (Lione, 1835 – Vendranges, 1922) è stato un medico francese.
Diresse il laboratorio istologico francese e fu docente al Collège de France dal 1875. Nel 1888 fu nominato Socio Straniero dei Lincei. Da lui prendono nome gli anelli di Ranvier e le croci latine di Ranvier.
Ebbe tra i suoi allievi Ferdinand-Jean Darier, Justin Marie Jolly, Joaquín Albarrán, Luis Simarro Lacabra e Fredrik Georg Gade.
Inoltre, fu tra i principali esponenti del suo tempo nello studio del corpo umano.
Morì a Vendranges nel 1922